# Prins Hendriklaan (Utrecht)
De Prins Hendriklaan is een straat in de Nederlandse stad Utrecht. De bijna 1 kilometer lange straat is gelegen in de wijk Oost en begint bij het Wilhelminapark.
Bij het park loopt de weg vanaf de Koningslaan tot aan de Platolaan en Sophocleslaan waarin hij overgaat. Zijstraten van de Prins Hendriklaan zijn onder meer de Rembrandtkade (deze kruist de Prins Hendriklaan), Jan van Scorelstraat (deze kruist de Prins Hendriklaan), Jacob van Ruisdaelstraat, Laan van Minsweerd, Campusplein, Kromhoutweg en de Louis Bouwmeesterlaan. De straat is vernoemd naar prins Hendrik (1876-1934) gemaal van koningin Wilhelmina.
Het bekendste bouwwerk in de Prins Hendriklaan is op nummer 50 het Rietveld Schröderhuis. Dit huis staat op de Werelderfgoedlijst van de UNESCO en het is door Gerrit Rietveld ontworpen volgens de ideeën van de kunstbeweging De Stijl. Op nummer 64 met de aansluitende Erasmuslaan 1A-11 staan twee woonblokken die ook een ontwerp van Rietveld zijn.
Op nummer 50a is de ticket office van het Rietveld Schröderhuis gevestigd. Vroeger had dit huis nummer 48, en was het ouderlijk huis van de verzetsstrijdsters Wilhelmina en Truus van Lier.
Halverwege de Prins Hendriklaan kruist de Waterlinieweg ongelijkvloers. Het viaduct is deels voorzien van een kunstwerk door Berkman en Janssens getiteld Sitting in blue. Betegeld in blauw met wit zijn erin allerlei stoelen van Rietveld afgebeeld. Aan de geluidsschermen aan weerszijden van het viaduct is een serie foto's van het Rietveld-Schröderhuis te zien, gemaakt in verschillende decennia van de 20e eeuw.
Op nummer 112 staat het woonhuis van Van Ravesteyn, een rijksmonument ontworpen door Sybold van Ravesteijn. Voor zichzelf en zijn gezin ontwierp deze architect rond 1932 een woonhuis volgens het nieuwe bouwen. Het is sinds 1996 eigendom van de Vereniging Hendrick de Keyser en is als Museumhuis Van Ravesteyn voor het publiek opengesteld.
Tot de verhuizing naar Nieuwegein was het St.-Antoniusziekenhuis aan deze straat gehuisvest. Het gebouw is verbouwd tot een appartementencomplex. De Kromhoutkazerne en het University College Utrecht zijn aan het eind van deze weg gelegen.
Tijdens de bezetting was in de Prins Hendriklaan 4 Kindjeshaven in gebruik, een crèche waarmee vele Joodse kinderen in veiligheid zijn gebracht.

## Fotogalerij

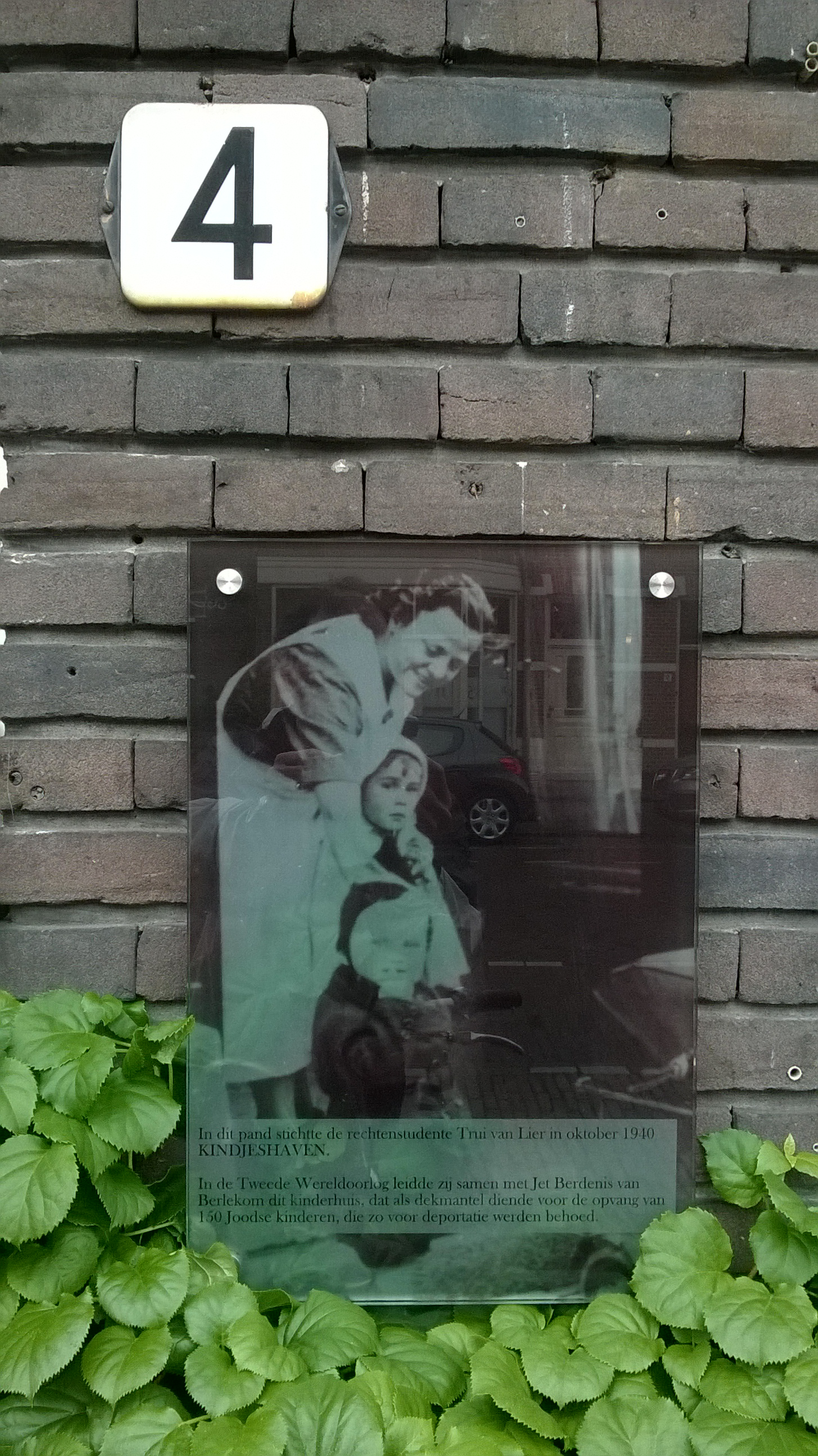
Plaquette aan de gevel van Prins Hendriklaan 4, waarin Kindjeshaven was gevestigd.
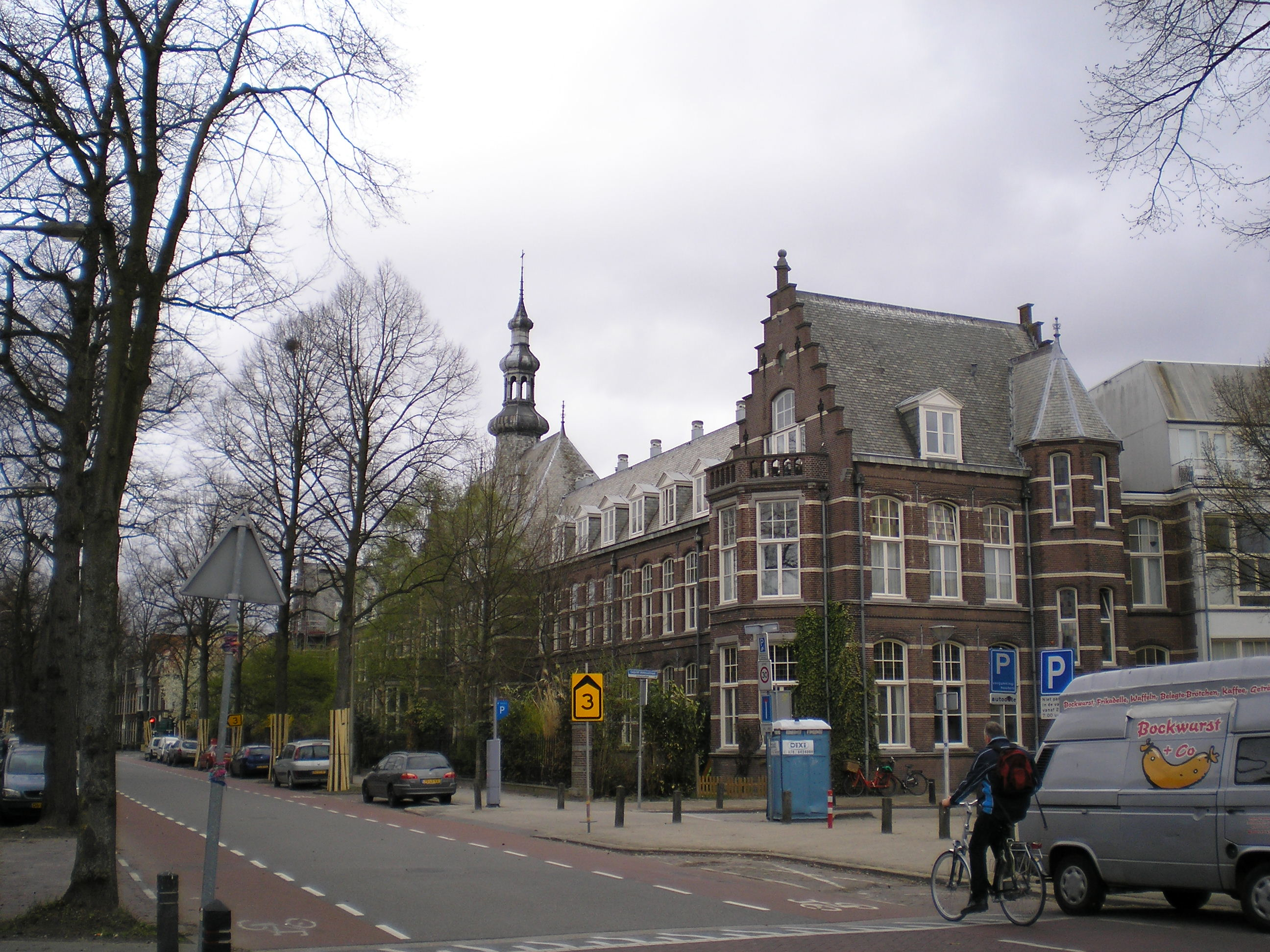
Voormalige Sint Antonius Ziekenhuis aan de Prins Hendriklaan 40 te Utrecht
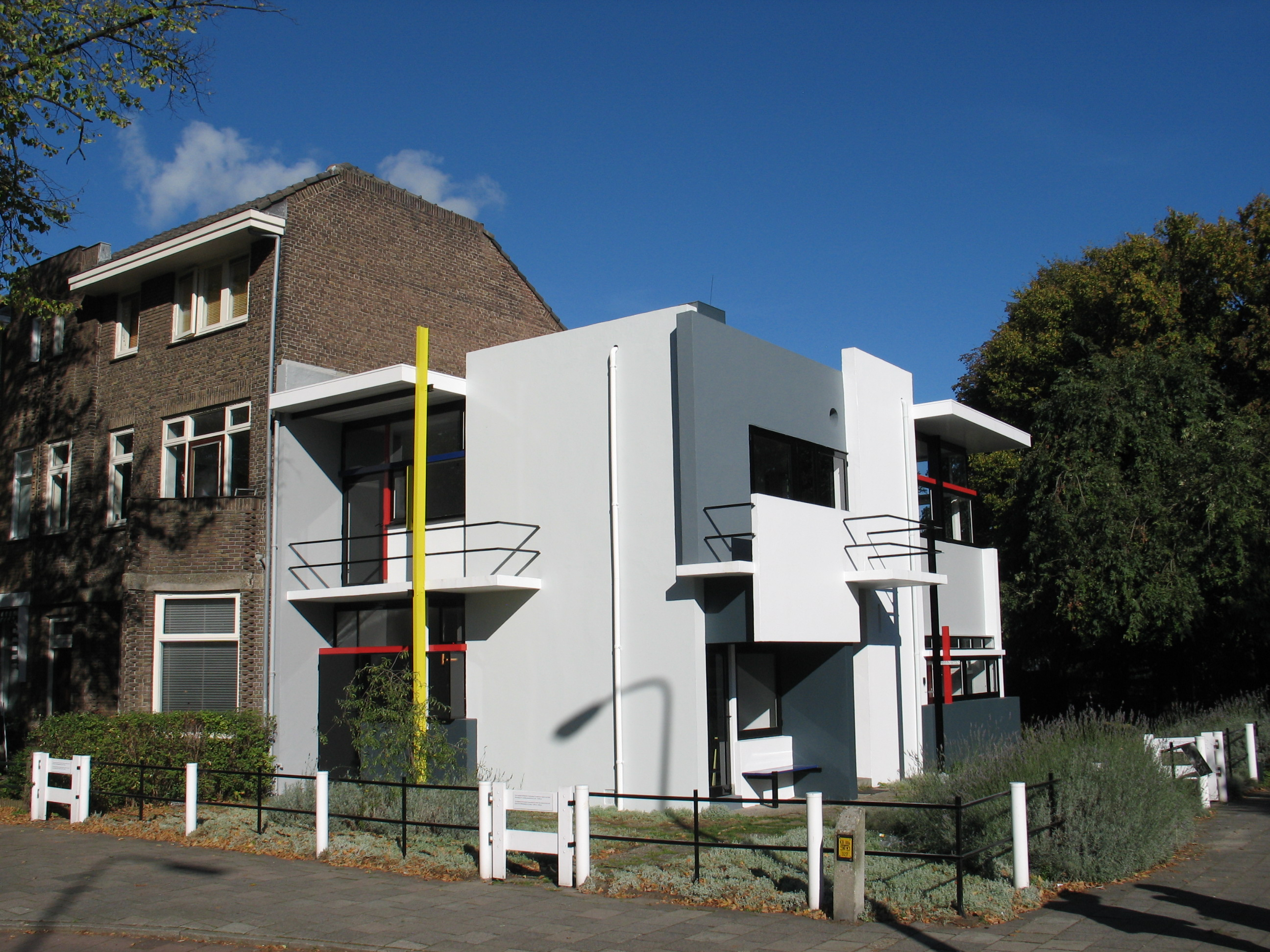
Rietveld Schröderhuis, rond 1923 gebouwd in een omgeving die minder bebouwd was.
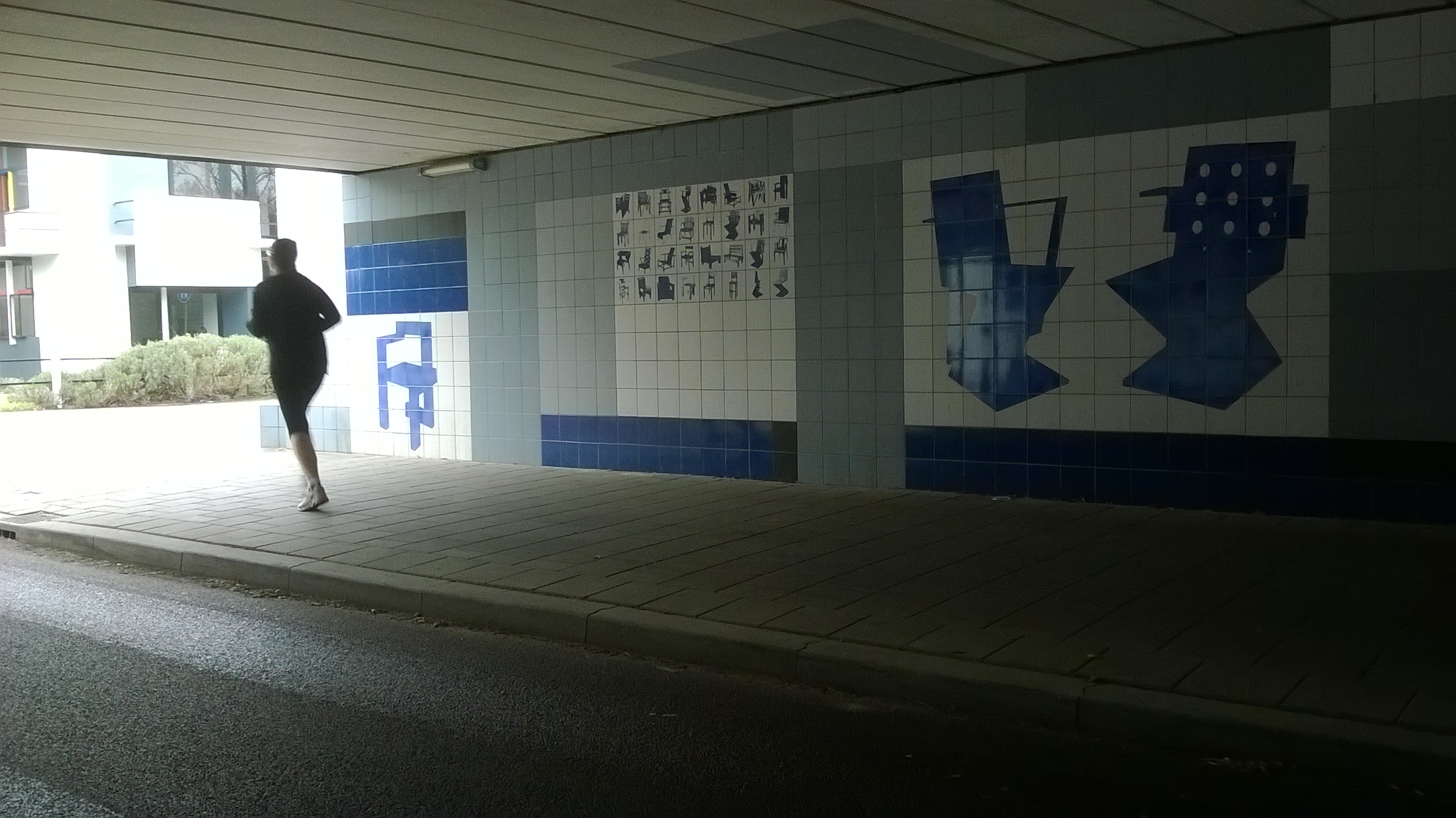
Viaduct naast het Rietveld-Schröderhuis met afbeeldingen van door Rietveld ontworpen stoelen.
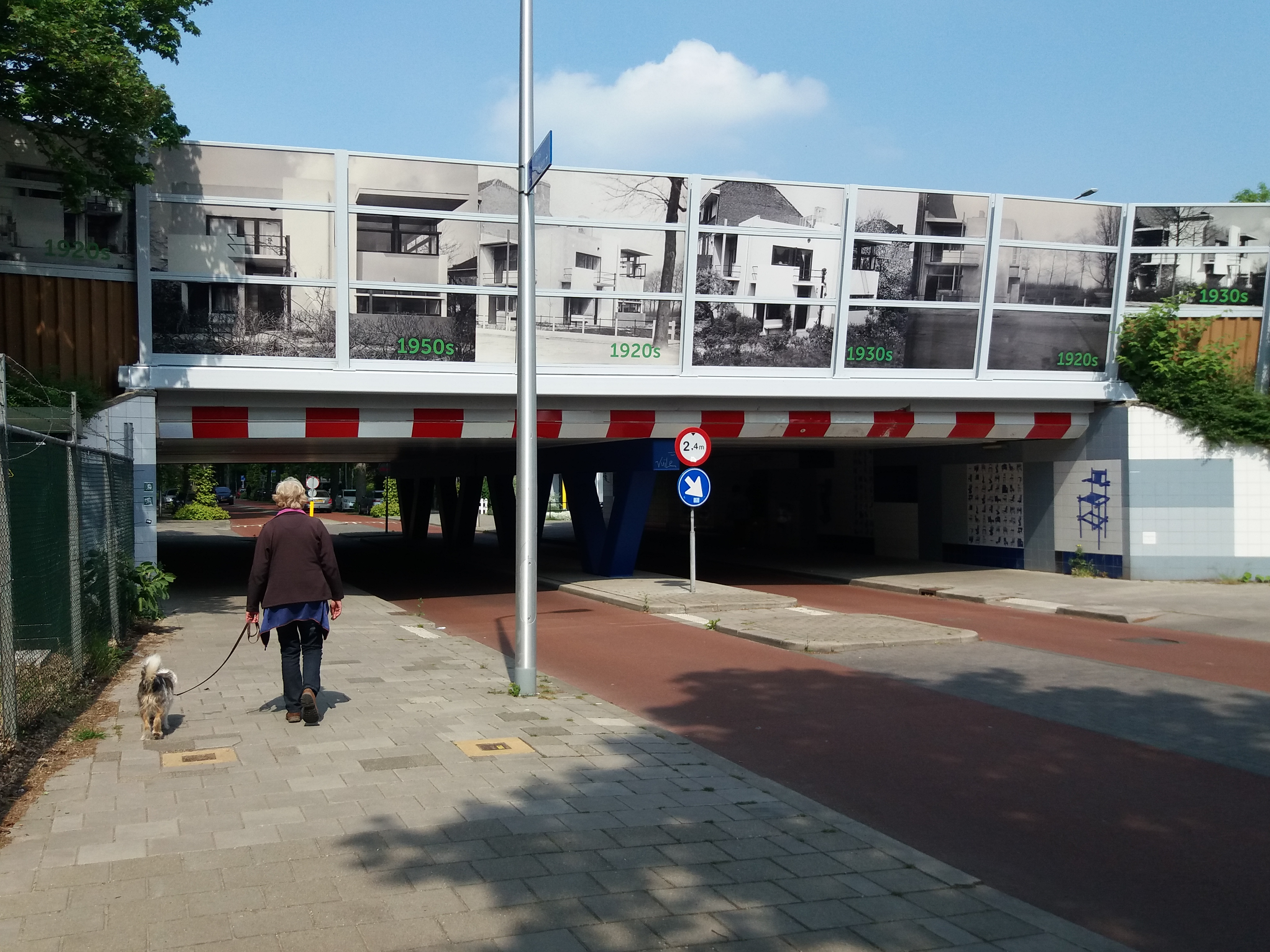
Viaduct van de Waterlinieweg met historische afbeeldingen van het Rietveld-Schröderhuis.
Het woonhuis van Van Ravesteyn op nummer 112
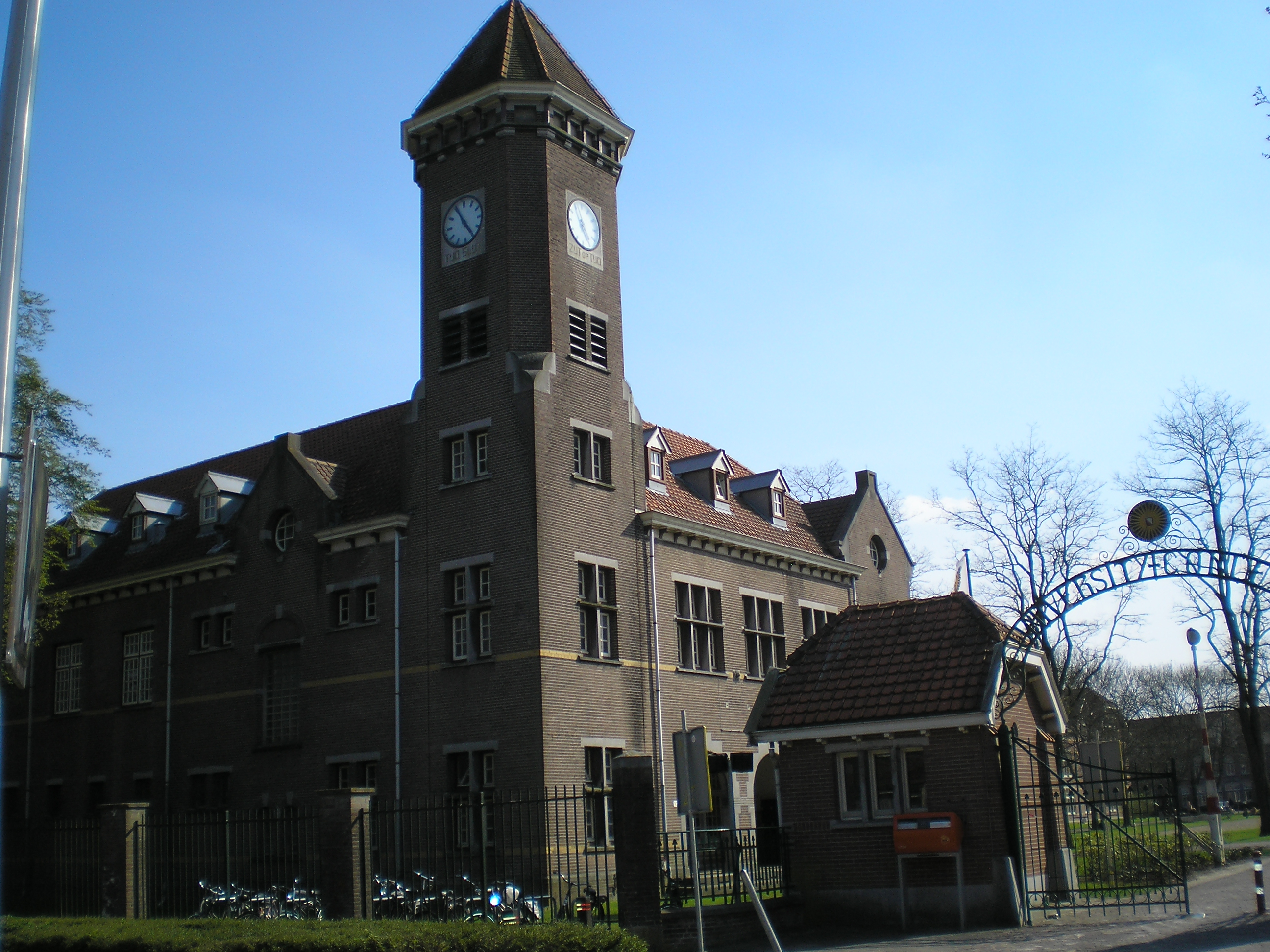
Voormalige Kromhoutkazerne aan de Prins Hendriklaan 89
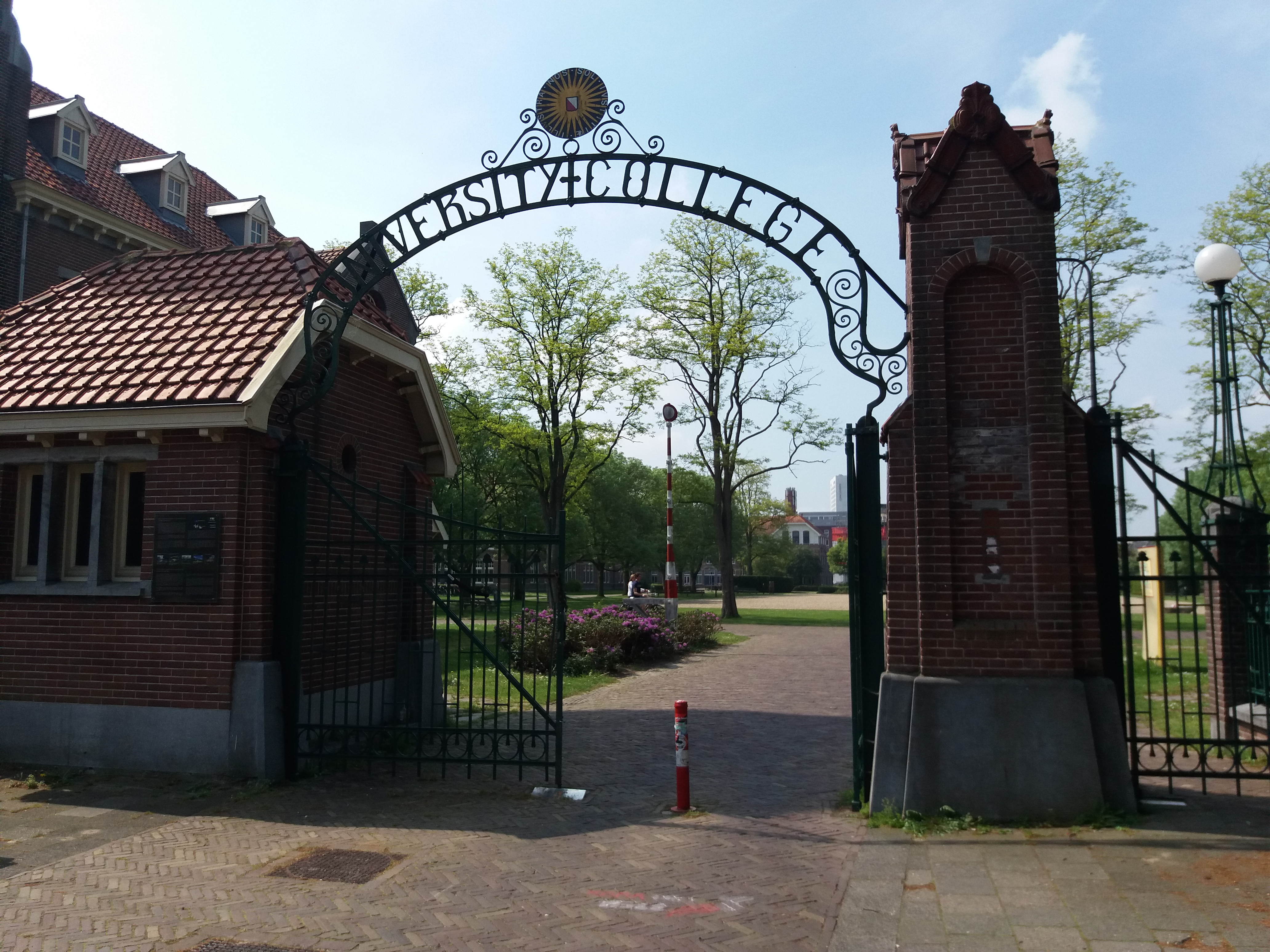
Ingang van het University College.